# Ахмедов, Ахмед Аббас оглы
Ахмед Аббас оглы Ахмедов (азерб. Əhmədov Əhməd Abbas oğlu; род. 1967) — судья Верховного суда Азербайджана.

## Биография
Родился в 1967 году. В 1994 году окончил юридический факультет Бакинского государственного университета.
С 1983 по 1989 год являлся работником колхоза «Азербайджан» Бардинского района.
С 1994 по 1996 год являлся помощником прокурора Прокуратуры Зангиланского района.
С 1996 по 2000 год являлся прокурором управления по надзору за законностью решений судов по гражданским делам Генеральной прокуратуры Азербайджана.
С 28 августа 2000 по 2007 год являлся судьёй Апелляционного суда Азербайджана.
С 16 июля 2007 по 28 августа 2010 год являлся судьёй Ширванского Апелляционного суда.
С 28 августа 2010 по 2013 год являлся судьёй Сумгаитского Апелляционного суда.
Судья коллегии по гражданским делам Верховного суда Азербайджана (с 6 августа 2013).

## Награды
- Медаль «Прогресс» (11 февраля 2023)[5]